# Reputation Squad
Reputation Squad est une agence de e-réputation (réputation sur Internet), spécialisée dans « la gestion de réputation des entreprises, dirigeants, personnalités et particuliers », à laquelle il est possible de faire appel pour corriger sa réputation sur Internet. Elle dispose de bureaux à Paris et à Londres.
Elle est désignée à deux reprises pour avoir enfreint les règles internes de Wikipédia en français sur les contributions rémunérées.

## Historique
La société Reputation Squad est créée en 2009 par les Français Albéric Guigou et Fabrice Ivara, en association avec un département juridique. En février 2011, elle compte une dizaine de salariés et des juristes. En juin la même année, elle lance une assurance de protection de la réputation sur Internet en France. 
En février 2013, l'entreprise travaille pour la marque de produits alimentaires industriels Findus, dans le cadre de la fraude à la viande de cheval de 2013 avec pour consigne de supprimer l'association de termes entre « affaire » et « Findus » d'une part, et « tromperie » ou « escroquerie » d'autre part.
Jusqu'en février 2017, l'entreprise travaille pour le président gabonais Ali Bongo.
En mai 2017, Benjamin Merritt, le directeur du digital de l'entreprise, annonce le lancement d'un chatbot pour animateur de communauté.

### Violation des règles de Wikipédia en français
Fin mai 2020, une enquête de plusieurs contributeurs bénévoles à Wikipédia en français révèle que Reputation Squad a massivement modifié des pages de l’encyclopédie collaborative en ligne sans respecter la règle de transparence vis-à-vis des contributions rémunérées, et qu'elle surveille le suivi de ses modifications grâce à un outil informatique développé en interne. L'entreprise avait déjà été épinglée en 2014 pour des pratiques similaires,.
Interrogée par le site spécialisé Numerama sur ses pratiques, l'entreprise n'a pas répondu à la sollicitation du journaliste.

## Équipe
Fin mars 2017, Reputation Squad recrute Jonathan Charbit au poste de directeur de la stratégie commerciale et le développement à l’international.
En 2020, sa spécialiste en communication politique est Laetitia Krupa.